# وانغ ينغ (ممثلة)
وانغ ينغ (بالصينية: 王莹) هي كاتبة مسرحية ومغنية وسياسية وكاتِبة وممثلة صينية، ولدت في 8 مارس 1913 في ووهو في الصين، وتوفيت في 3 مارس 1974.